# Wyluzuj, Scooby Doo!
Wyluzuj, Scooby Doo! (ang. Be Cool, Scooby-Doo, 2015–2017) – amerykański serial animowany z serii Scooby Doo, wyprodukowany w studiu Warner Bros. Animation, nawiązujący stylem do oryginalnego serialu wytwórni Hanna-Barbera.
Serial został potwierdzony w marcu 2014 razem z pozostałymi rebootami klasycznych seriali ze studia Warner Bros. m.in. Królik Bugs: serial twórców Zwariowanych melodii oraz Tom i Jerry Show. Premiera serialu odbyła się w Stanach Zjednoczonych 5 października 2015 na amerykańskich kanałach Cartoon Network i Boomerang. W Polsce serial zadebiutował 28 listopada 2015 na Boomerangu, zaś 31 sierpnia 2016 roku w Polsce na DVD zostało wydanych 13 pierwszych odcinków.

## Fabuła
Serial opisuje nowe perypetie tchórzliwego psiego detektywa Scooby’ego Doo oraz jego przyjaciół – Kudłatego, Freda, Daphne i Velmy. Po ukończeniu szkoły średniej podczas swoich ostatnich wakacji, Scooby Doo i Brygada Detektywów decydują się wyruszyć w podróż na spotkanie z przygodą z Wehikułem Tajemnic, aby złapać duchy i rozwiązać tajemnicze zagadki.

## Obsada głosowa
- Frank Welker –
  - Scooby Doo,
  - Fred,
  - różne role
- Matthew Lillard – 
  - Kudłaty,
  - różne role
- Kate Micucci – 
  - Velma,
  - różne role
- Grey Griffin – 
  - Daphne,
  - różne role

## Wersja polska
Wersja polska: Master Film

Reżyseria:  
- Agata Gawrońska-Bauman (odc. 1-48),
- Anna Apostolakis (odc. 49-52)

Tłumaczenie:
- Dorota Filipek-Załęska (odc. 9),
- Kaja Sikorska (odc. 11-12)

Dialogi: 
- Dorota Filipek-Załęska (odc. 1-10, 14-34, 36-44),
- Kaja Sikorska (odc. 11-12, 35, 45-52)

Dźwięk i montaż: 
- Jacek Osławski (odc. 1-35),
- Marta Bator (odc. 36-52)

Kierownictwo produkcji: Agnieszka Kołodziejczyk

Tekst piosenki: Andrzej Brzeski (odc. 9)

Kierownictwo muzyczne: Adam Krylik (odc. 9)

Wystąpili:
- Jacek Bończyk – Kudłaty
- Ryszard Olesiński – Scooby Doo
- Agata Gawrońska-Bauman – Velma
- Beata Jankowska-Tzimas – Daphne
- Jacek Kopczyński – Fred
- Janusz Wituch –
  - Russell (odc. 1),
  - Jim McCoy (odc. 5),
  - Colson McCready (odc. 7),
  - Wayne Bowman (odc. 8),
  - Gus (odc. 9),
  - Dave Mann (odc. 11),
  - żołnierz #1 (odc. 12),
  - Ed Johnson (odc. 14),
  - burmistrz Riker (odc. 19),
  - skrzat (odc. 20),
  - Gustavo (odc. 23),
  - klaun policjant (odc. 24),
  - jeden z archeologów (odc. 25),
  - policjant (odc. 27),
  - lord Harvey (odc. 29),
  - Elton Snood (odc. 31),
  - kucharz (odc. 34),
  - gospodarz sympozjum (odc. 36),
  - Lipenbaum (odc. 37),
  - policjant (odc. 38),
  - Charlie (odc. 39),
  - Ezop (odc. 41),
  - policjant (odc. 42),
  - doktor Himura (odc. 43),
  - burmistrz Stoughton (odc. 49),
  - Warden Dutto (odc. 50)
- Klaudiusz Kaufmann – Andrew (odc. 1)
- Jacek Król – 
  - duch Eliasa Kingstona (odc. 1),
  - spiker (odc. 4),
  - Jasper Crawl (odc. 9),
  - więzień #1 (odc. 14)
  - upiorny gość (odc. 21),
  - Mort (odc. 23),
  - maszyna z wróżbami (odc. 24),
  - strażnik Mark (odc. 25),
  - Meldon (odc. 44),
  - Jaskiniowiec (odc. 45),
  - sierżant Mike (odc. 47)
- Mateusz Weber – 
  - Mitchell Simons (odc. 1),
  - policjant (odc. 4),
  - maskotka Nocnych Motyli (odc. 5)
  - Jack Langdale (odc. 27),
- Adam Bauman –
  - Joe Simons (odc. 1),
  - strażnik parku (odc. 2),
  - tata nurek (odc. 3),
  - komentator meczu (odc. 5),
  - Generał Stall (odc. 12),
  - Ravi (odc. 14)
  - Duży Earl (odc. 14),
  - magik (odc. 18),
  - przewodnik wycieczki (odc. 19),
  - bogacz (odc. 27),
  - Francis (odc. 29),
  - Maurice (odc. 30)
- Wojciech Machnicki – 
  - Dean Longfellow (odc. 1),
  - mężczyzna zapowiadający ogłoszenie (odc. 19),
  - pan Kagawa (odc. 34),
  - Joe McGrath (odc. 35)
- Krzysztof Plewako-Szczerbiński – 
  - Chuck Magnum (odc. 2),
  - upiór (odc. 15),
  - Dwayne / Dżentelmen Włamywacz (odc. 17),
  - kat (odc. 29),
  - szeryf Boon (odc. 30),
  - Bryan (odc. 45),
  - Parker (odc. 48),
  - Profesor Hę? (odc. 50-51),
  - Poobijany Willy (odc. 52b)
- Krzysztof Szczepaniak –
  - dr Cutler (odc. 2),
  - kapitan Scott (odc. 3),
  - Calvin Lutz (odc. 15),
  - lektor z reklamie (odc. 16),
  - klaun Jejciu (odc. 24),
  - chłopiec (odc. 25),
  - przestraszony mężczyzna (odc. 26)
- Zbigniew Konopka – 
  - Rick, ostatni Zatarianin (odc. 2)
  - Milton, szef ochrony (odc. 16),
  - bałwan (odc. 18),
  - George (odc. 19),
  - duch obecnych świąt (odc. 36),
  - Reggie (odc. 38)
- Grzegorz Pawlak – 
  - instruktor Thorn (odc. 3),
  - pan Sullivan (odc. 4),
  - Profesor Hess (odc. 6)
- Paulina Komenda – Carli (odc. 4)
- Julia Kołakowska-Bytner – 
  - instruktorka Dalia (odc. 3),
  - strażniczka w muzeum (odc. 6),
  - Dr Lang (odc. 7)
  - Kimmy (odc. 22),
  - kucharka (odc. 29),
  - Estel Brady (odc. 31),
  - pani Clune (odc. 33)
- Marta Dylewska – 
  - córka nurek (odc. 3),
  - „Mała Daphne” (odc. 6),
  - Megan (odc. 48),
  - Rose (odc. 50-51)
- Joanna Pach-Żbikowska – 
  - mama nurek (odc. 3),
  - „Mała Velma” (odc. 6),
  - Bond Kuro (odc. 9)
  - Ruby Lutz (odc. 15),
  - Trudy Lutz (odc. 15),
  - Katie (odc. 18),
  - sierotka (odc. 19),
  - recepcjonistka (odc. 40),
  - Lord Morlack (odc. 42)
  - Arkayna Goodfey (odc. 52)
- Mikołaj Klimek – 
  - kucharz (odc. 3),
  - olbrzym (odc. 20),
  - Jonathan (odc. 21),
  - jeden z obcych agentów (odc. 32),
  - duch przyszłych świąt (odc. 36),
  - kosmiczny potwór (odc. 37)
- Elżbieta Gaertner – Wendy (odc. 3)
- Marta Dobecka – Charlene Tandywine (odc. 4)
- Wojciech Paszkowski – Daniel Valentino (odc. 4)
- Paulina Komenda – Carli (odc. 4)
- Grzegorz Kwiecień –
  - mieszkaniec apartamentu (odc. 4),
  - Vic (odc. 8)
- Michał Podsiadło –
  - Darren (odc. 5),
  - nastolatek (odc. 23),
  - nastolatek #1 (odc. 24)
- Paweł Ciołkosz – 
  - Dustin Wianuszek (odc. 5),
  - Bradwick Haverall (odc. 8),
  - Billy (odc. 10),
  - Elton Ploy (odc. 11),
  - żołnierz #2 (odc. 12)
- Andrzej Chudy – 
  - Jack Turner (odc. 5, 12),
  - Jack Howard (odc. 10)
  - lokaj Bellington (odc. 27),
  - policjant (odc. 30),
  - dr Messmer (odc. 32),
  - sprzątacz (odc. 34),
  - Jakub Marley (odc. 36),
  - Dillingsly (odc. 43),
  - sprzątacz (odc. 48)

- Anna Apostolakis – 
  - Georgia (odc. 5),
  - Maria O’Neill (odc. 11),
  - naukowiec (odc. 12)
  - Georgia (odc. 12),
  - Maria O’Neill (odc. 13),
  - Bubby (odc. 43),
  - pani Piekarz (odc. 49)
- Karol Wróblewski – 
  - Jeff (odc. 6),
  - więzień #1 (odc. 14)
- Elżbieta Gaertner –
  - Wendy (odc. 6),
  - staruszka #1 (odc. 46)
- Kinga Tabor – 
  - profesor Salasar (odc. 6)
  - mama Kimmy (odc. 22),
  - Klarabella (odc. 24),
  - bogaczka (odc. 27),
  - pani Czopnik (odc. 31),
  - Martha (odc. 33),
  - policjantka (odc. 38),
  - Susan (odc. 40)
- Beniamin Lewandowski – Duncan (odc. 6)
- Michał Podsiadło – Darren (odc. 7)
- Wojciech Chorąży –
  - Stan (odc. 8),
  - dr Buggly (odc. 36),
  - archiwista (odc. 39),
  - wujek Filon (odc. 41),
  - dr Wentyl (odc. 45),
  - złodziej (odc. 47)
- Jolanta Wołłejko – Pipi Wuthering (odc. 8)
- Aleksander Mikołajczak – Randolph Wuthering (odc. 8)
- Paweł Szczesny – kamerdyner Durszlak (odc. 8)
- Adam Krylik – 
  - Bones Malone (odc. 9),
  - Duckman (odc. 30)
- Robert Jarociński – 
  - Chazz Larkin (odc. 10)
  - klient Bayou Pierre’a (odc. 17),
  - dr Dunsbury (odc. 28),
  - policjant (odc. 33)
- Maksymilian Michasiów – 
  - kucharz (odc. 10),
  - Tyler (odc. 12)
- Otar Saralidze –
  - Tyson (odc. 11),
  - policjant (odc. 14),
  - strażnik więzienny (odc. 50),
  - policjant (odc. 51)
- Sławomir Pacek –
  - Pułkownik Peterson (odc. 11),
  - Kacper Kondukt (odc. 15)
- Anna Apostolakis –
  - naukowiec (odc. 11),
  - Georgia (odc. 12),
  - Maria O’Neill (odc. 13),
  - Bubby (odc. 43),
  - pani Piekarz (odc. 49),
  - Karen (odc. 52b)
- Tomasz Bednarek – Techno (odc. 13)
- Janusz Zadura –
  - Piero (odc. 16),
  - dr Kenneth Mason (odc. 18),
  - dr Mezmit (odc. 19)
- Wojciech Żołądkowicz –
  - Bayou Pierre (odc. 17),
  - Miguel (odc. 28),
  - masażysta1 (odc. 31),
  - agent Konduktor (odc. 32),
  - komisarz Hiroshi (odc. 34),
  - Axel (odc. 47)
- Mirosław Wieprzewski –
  - Pustelnik Hank (odc. 17),
  - woźnica (odc. 18),
  - Alistair Leventhal (odc. 19),
  - Angus (odc. 20),
  - Paco (odc. 30),
  - pan Uehara (odc. 34),
  - jeden z mieszkańców (odc. 35),
  - Scrooge (odc. 36),
  - Wendell (odc. 37)
- Maciej Kosmala – Eric (odc. 18)
- Jakub Wieczorek –
  - Duncan O’Dell (odc. 18),
  - Kapitan Lewis (odc. 37),
  - kaskader (odc. 39),
  - Aleksandros (odc. 41),
  - tata Amelii (odc. 42)
- Barbara Kałużna – Heidi Ho Swift (odc. 18)
- Adam Pluciński – Braiden (odc. 19)
- Piotr Bajtlik – Aiden (odc. 19)
- Olaf Marchwicki –
  - chłopiec (odc. 20),
  - Wayne (odc. 24)
- Cezary Kwieciński –
  - mężczyzna (odc. 20),
  - Donald (odc. 25),
  - paparazzi Charlie Potts (odc. 27),
  - taksówkarz (odc. 31)
- Agnieszka Fajlhauer –
  - Becia (odc. 21),
  - nastolatka (odc. 23),
  - dziewczyna (odc. 25),
  - pani Vandergrauff (odc. 31),
  - Rose (odc. 33),
  - dziennikarka (odc. 35),
  - Lisa (odc. 45),
  - kociara (odc. 46),
  - Zara (odc. 48)
- Przemysław Wyszyński –
  - Nate (odc. 22),
  - policjant (odc. 24),
  - rowerzysta (odc. 27),
  - Henry (odc. 31),
  - kelner (odc. 32),
  - Scott McDoon (odc. 33),
  - doradca burmistrza Putnama (odc. 35),
  - ochroniarz Jeff (odc. 42),
  - Rowan (odc. 44),
  - mąż (odc. 47)
- Brygida Turowska –
  - mama Nate’a (odc. 22),
  - pani Tuckle (odc. 28),
  - właścicielka psa #2 (odc. 31),
  - Baba Jaga (odc. 33),
  - chłopiec (odc. 35),
  - duch przeszłych świąt (odc. 36),
  - mama Amelii (odc. 42),
  - staruszka #2 (odc. 46),
  - Margie (odc. 47)
- Izabella Bukowska –
  - pani burmistrz (odc. 23),
  - matka (odc. 25),
  - pani sędzia (odc. 26),
  - Komiczka Magiczka (odc. 40),
  - kobieta zainteresowana kupnem starego szpitala (odc. 42),
  - Lori (odc. 44),
  - Madame Anja (odc. 45),
  - staruszka #3 (odc. 46)
- Przemysław Stippa – nastolatek #2 (odc. 24)
- Artur Kaczmarski – ojciec (odc. 25)
- Hanna Kinder-Kiss – Edith (odc. 25)
- Aleksandra Radwan –
  - pielęgniarka Amanda (odc. 28),
  - Stephanie (odc. 32),
  - mama Tommy’ego (odc. 33),
  - Aki (odc. 34)
- Marta Markowicz –
  - dziennikarka (odc. 34),
  - Jenny Becks (odc. 43),
  - Mary (odc. 45)
- Kamil Pruban –
  - jeden z mieszkańców (odc. 35),
  - przewodnik Tony (odc. 39),
  - Dorbin (odc. 42),
  - tata (odc. 49),
  - Carl (odc. 49),
  - ochroniarz (odc. 50),
  - policjant (odc. 51)
- Józef Pawłowski –
  - Potter (odc. 37),
  - Josh Stanley (odc. 38),
  - Zadziwiający Wizjonero (odc. 40),
  - Fajtłapos (odc. 41),
  - Junior (odc. 48)
- Maksymilian Bogumił –
  - Soung (odc. 37),
  - Jack Stanley (odc. 38),
  - Johnny Cobra (odc. 40)
- Monika Pikuła –
  - pani Warnings (odc. 38),
  - Amelia (odc. 42)
- Zbigniew Kozłowski –
  - Saul Migomrugaś (odc. 40),
  - Greg Migomrugaś (odc. 40)
- Łukasz Talik – policjant (odc. 40)
- Mieczysław Morański –
  - Wielka Głowa ((odc. 43),
  - dr Blum (odc. 44)
- Elżbieta Kijowska – babcia Kudłatego (odc. 46)
- Stefan Knothe –
  - agent (odc. 43),
  - Archibald (odc. 47),
  - tata Juniora (odc. 48)
- Anna Wodzyńska –
  - mama (odc. 49),
  - pani ochroniarz (odc. 50)
- Przemysław Glapiński – Gary Moon (odc. 50-51)

Śpiewali: Agata Gawrońska-Bauman, Adam Krylik, Małgorzata Szymańska (odc. 9)
Lektor: Marek Ciunel

## Przegląd sezonów
| Seria | Seria | Odcinki | Pierwsza emisja           | Pierwsza emisja        | Pierwsza emisja   | Pierwsza emisja |
| Seria | Seria | Odcinki | Premiera serii            | Finał serii            | Premiera serii    | Finał serii     |
| ----- | ----- | ------- | ------------------------- | ---------------------- | ----------------- | --------------- |
|       | 1     | 26      | 5 października 2015 (USA) | 27 marca 2016 (CAN)    | 28 listopada 2015 | 4 marca 2017    |
|       | 2     | 26      | 20 marca 2017 (AUS)       | 13 listopada 2017 (UK) | 17 lipca 2017     | 1 lutego 2018   |

## Lista odcinków

### Sezon 1 (2015–2016)
| Data premiery                             | Data premiery w Polsce | N/o | Polski tytuł                 | Angielski tytuł                                              |
| ----------------------------------------- | ---------------------- | --- | ---------------------------- | ------------------------------------------------------------ |
|                                           |                        |     |                              |                                                              |
| 05.10.2015 (USA)                          | 28.11.2015             | 01  | Studencka zagadka            | Mystery 101                                                  |
|                                           |                        |     |                              |                                                              |
| 06.10.2015 (USA)                          | 05.12.2015             | 02  | Kurczak i chojrak            | Game of Chicken                                              |
|                                           |                        |     |                              |                                                              |
| 07.10.2015 (USA)                          | 13.12.2015             | 03  | Wszystkie łapy na pokład     | All Paws on Deck                                             |
|                                           |                        |     |                              |                                                              |
| 08.10.2015 (USA)                          | 06.12.2015             | 04  | Psia sprawiedliwość          | Poodle Justice                                               |
|                                           |                        |     |                              |                                                              |
| 09.10.2015 (USA)                          | 17.01.2016             | 05  | Wielki przekręt              | Grand Scam                                                   |
|                                           |                        |     |                              |                                                              |
| 12.10.2015 (USA)                          | 26.12.2015             | 06  | Wymiana liderów              | Trading Chases                                               |
|                                           |                        |     |                              |                                                              |
| 15.10.2015 (USA)                          | 12.12.2015             | 07  | Cicho-sza!                   | Be Quiet Scooby-Doo!                                         |
|                                           |                        |     |                              |                                                              |
| 19.10.2015 (USA)                          | 29.11.2015             | 08  | Bankiet w stylu retro        | Party Like It's 1899                                         |
|                                           |                        |     |                              |                                                              |
| 20.10.2015 (USA)                          | 19.12.2015             | 09  | Wrzaskliwa primadonna        | Screama Donna                                                |
|                                           |                        |     |                              |                                                              |
| 21.10.2015 (USA)                          | 27.12.2015             | 10  | Potwór w kuchni              | Kitchen Frightmare                                           |
|                                           |                        |     |                              |                                                              |
| 22.10.2015 (USA)                          | 09.01.2016             | 11  | Atak sztucznej inteligencji  | Me, Myself and A.I.                                          |
|                                           |                        |     |                              |                                                              |
| 23.10.2015 (USA)                          | 10.01.2016             | 12  | Sąsiedztwo strefy 51         | Area 51 Adjacent                                             |
|                                           |                        |     |                              |                                                              |
| 28.10.2015 (USA)                          | 12.06.2016             | 13  | Dla chcącego, nic strasznego | Where There’s a Will, There’s a Wraith                       |
|                                           |                        |     |                              |                                                              |
| 10.12.2015 (USA)                          | 26.06.2016             | 14  | Święta z dreszczykiem        | Scary Christmas                                              |
|                                           |                        |     |                              |                                                              |
| 27.10.2015 (UK) 06.02.2016 (USA)          | 20.12.2015             | 15  | Odsiadka i zagadka           | If You Can't Scooby-Doo the Time, Don't Scooby-Doo the Crime |
|                                           |                        |     |                              |                                                              |
| 13.02.2016 (USA)                          | 11.06.2016             | 16  | Czy leci z nami gremlin?     | Gremlin on a Plane                                           |
|                                           |                        |     |                              |                                                              |
| 20.02.2016 (USA)                          | 18.06.2016             | 17  | Magiczne chrupki             | Sorcerer Snacks Scare                                        |
|                                           |                        |     |                              |                                                              |
| 27.02.2016 (USA)                          | 19.06.2016             | 18  | Saga o potworze z bagien     | Saga of the Swamp Beast                                      |
|                                           |                        |     |                              |                                                              |
| 05.03.2016 (USA)                          | 25.06.2016             | 19  | Śnieżna zagadka              | Be Cold, Scooby-Doo                                          |
|                                           |                        |     |                              |                                                              |
| 12.03.2016 (USA)                          | 04.03.2017             | 20  | Olbrzymie kłopoty            | Giant Problems                                               |
|                                           |                        |     |                              |                                                              |
| 20.03.2016 (USA - online) 29.05.2016 (UK) | 08.10.2016             | 21  | Krakanie i kichanie          | Eating Crow                                                  |
|                                           |                        |     |                              |                                                              |
| 23.03.2016 (CAN)                          | 01.10.2016             | 22  | Scooby Dooby Ślub            | I Scooby Dooby Do                                            |
|                                           |                        |     |                              |                                                              |
| 24.03.2016 (CAN)                          | 24.09.2016             | 23  | El Bandito                   | El Bandito                                                   |
|                                           |                        |     |                              |                                                              |
| 25.03.2016 (CAN)                          | 09.10.2016             | 24  | W paszczy klauna             | Into the Mouth of Madcap                                     |
|                                           |                        |     |                              |                                                              |
| 26.03.2016 (CAN)                          | 13.01.2017             | 25  | Nie wywołuj Wikinga z lasu   | The Norse Case Scenario                                      |
|                                           |                        |     |                              |                                                              |
| 27.03.2016 (CAN)                          | 13.01.2017             | 26  | Oskarżony Fred Jones         | The People vs. Fred Jones                                    |
|                                           |                        |     |                              |                                                              |

### Sezon 2 (2017)
| Data premiery    | Data premiery w Polsce | Numer odcinka | Numer odcinka | Numer epizodu | Polski tytuł                       | Angielski tytuł                    |
| Data premiery    | Data premiery w Polsce | kolejny       | w sezonie     | Numer epizodu | Polski tytuł                       | Angielski tytuł                    |
| ---------------- | ---------------------- | ------------- | ------------- | ------------- | ---------------------------------- | ---------------------------------- |
|                  |                        |               |               |               |                                    |                                    |
| 20.03.2017 (AUS) | 17.07.2017             | 27            | 01            | 27            | Urlop Freda                        | Some Fred Time                     |
|                  |                        |               |               |               |                                    |                                    |
| 21.03.2017 (AUS) | 18.07.2017             | 28            | 02            | 28            | Kuracja z wilkołakiem              | There Wolf                         |
|                  |                        |               |               |               |                                    |                                    |
| 22.03.2017 (AUS) | 19.07.2017             | 29            | 03            | 29            | Straszny błazen                    | Renn Scare                         |
|                  |                        |               |               |               |                                    |                                    |
| 23.03.2017 (AUS) | 20.07.2017             | 30            | 04            | 30            | Jak wytresować tchórza             | How To Train Your Coward           |
|                  |                        |               |               |               |                                    |                                    |
| 24.03.2017 (AUS) | 21.07.2017             | 31            | 05            | 31            | Najgorszy z najlepszych            | Worst in Show                      |
|                  |                        |               |               |               |                                    |                                    |
| 25.03.2017 (AUS) | 25.07.2017             | 32            | 06            | 32            | Zagadki w zdezorientowanym pociągu | Mysteries on the Disorient Express |
|                  |                        |               |               |               |                                    |                                    |
| 26.03.2017 (AUS) | 30.10.2017             | 33            | 07            | 33            | Halloween                          | Halloween                          |
|                  |                        |               |               |               |                                    |                                    |
| 01.04.2017 (AUS) | 14.08.2017             | 34            | 08            | 34            | Klątwa Kaniaku                     | The Curse of Kaniaku               |
|                  |                        |               |               |               |                                    |                                    |
| 01.04.2017 (AUS) | 15.08.2017             | 35            | 09            | 35            | Wybierz Velmę                      | Vote Velma                         |
|                  |                        |               |               |               |                                    |                                    |
| 01.04.2017 (UK)  | 08.12.2017             | 36            | 10            | 36            | Opowieść Scoobilijna               | Scroogey Doo                       |
|                  |                        |               |               |               |                                    |                                    |
| 01.04.2017 (AUS) | 16.08.2017             | 37            | 11            | 37            | W kosmosie                         | In Space                           |
|                  |                        |               |               |               |                                    |                                    |
| 02.04.2017 (AUS) | 17.08.2017             | 38            | 12            | 38            | Hotel jak u mamy                   | Doo Not Disturb                    |
|                  |                        |               |               |               |                                    |                                    |
| 09.06.2017 (UK)  | 18.08.2017             | 39            | 13            | 39            | Krzyk niemego kina                 | Silver Scream                      |
|                  |                        |               |               |               |                                    |                                    |
| 12.06.2017 (UK)  | 21.08.2017             | 40            | 14            | 40            | Strach z cylindra                  | Fright of Hand                     |
|                  |                        |               |               |               |                                    |                                    |
| 13.06.2017 (UK)  | 22.08.2017             | 41            | 15            | 41            | Grecka gratka                      | Greece Is the Word                 |
|                  |                        |               |               |               |                                    |                                    |
| 19.07.2017 (AUS) | 13.11.2017             | 42            | 16            | 42            | W gotyckim stylu                   | American Goth                      |
|                  |                        |               |               |               |                                    |                                    |
| 20.07.2017 (AUS) | 01.02.2018             | 43            | 17            | 43            | Omlety są wieczne                  | Omelettes are Forever              |
|                  |                        |               |               |               |                                    |                                    |
| 21.07.2017 (AUS) | 15.11.2017             | 44            | 18            | 44            | Duch w wehikule                    | Ghost in the Mystery Machine       |
|                  |                        |               |               |               |                                    |                                    |
| 22.07.2017 (AUS) | 16.11.2017             | 45            | 19            | 45            | Przełamując lody                   | Naughty or Ice                     |
|                  |                        |               |               |               |                                    |                                    |
| 23.07.2017 (AUS) | 17.11.2017             | 46            | 20            | 46            | Noc koszmarnych szortów            | Night of the Upsetting Shorts      |
|                  |                        |               |               |               |                                    |                                    |
| 24.07.2017 (AUS) | 31.12.2017             | 47            | 21            | 47            | Psy ze śmietnika                   | Junkyard Dogs                      |
|                  |                        |               |               |               |                                    |                                    |
| 25.07.2017 (AUS) | 14.11.2017             | 48            | 22            | 48            | Proteinowi tytani 2                | Protein Titans 2                   |
|                  |                        |               |               |               |                                    |                                    |
| 26.07.2017 (AUS) | 11.12.2017             | 49            | 23            | 49            | Świat czarownic                    | World of Witchcraft                |
|                  |                        |               |               |               |                                    |                                    |
| 14.09.2017 (AUS) | 12.12.2017             | 50            | 24            | 50            | Profesor Hę? Część pierwsza        | Professor Huh? Part 1              |
|                  |                        |               |               |               |                                    |                                    |
| 15.09.2017 (AUS) | 13.12.2017             | 51            | 25            | 51            | Profesor Hę? Część 6 i ¾           | Professor Huh? Part 6 ¾            |
|                  |                        |               |               |               |                                    |                                    |
| 13.11.2017 (UK)  | 07.12.2017             | 52            | 26            | 52            | Pizza u oposa                      | Pizza O’Possum’s                   |
| 13.11.2017 (UK)  | 07.12.2017             | 52            | 26            |               |                                    |                                    |
| 13.11.2017 (UK)  | 07.12.2017             | 52            | 26            | 53            | Klątwa pirackich łupów             | The Curse of Half-Beard's Booty    |
|                  |                        |               |               |               |                                    |                                    |

## Wydanie DVD
Warner Bros. wydało w lutym 2016 zestaw płyt z 13 odcinkami serialu. Dystrybutorem w Polsce jest firma Galapagos Sp. z o.o., która 31 sierpnia 2016 wydała:
- 1 część: DVD-1 odc. 1–7; DVD-2 odc. 8–13.